# Seyrigia
Seyrigia é um género botânico pertencente à família Cucurbitaceae.

## Espécies
| - Seyrigia bosseri - Seyrigia gracilis - Seyrigia humbertii | - Seyrigia marnieri - Seyrigia multiflora - Seyrigia napifera |

1. ↑  «Seyrigia — World Flora Online». www.worldfloraonline.org. Consultado em 19 de agosto de 2020